# Cinq cents brun Benjamin Franklin
Le Cinq cents brun sur papier vert-bleu est le premier timbre postal des États-Unis d'Amérique avec le Dix cents noir George Washington. Il représente l'homme politique Benjamin Franklin, qui est le seul « père fondateur » des États-Unis à avoir signé les trois textes fondateurs de ce pays : la déclaration d'indépendance, le traité de Paris et la constitution.

## Description
- Date d'émission : 1er juillet 1847.
- Personnage : Benjamin Franklin de trois-quarts face dans un ovale.
- Mentions : dans les coins, les lettres « US » et la valeur en chiffre. Au-dessus du portrait « Post office » et en dessous « Five cents ».
- Le dessin de couleur brune a été imprimé sur un papier teinté vert-bleu.
- Non dentelé.

## Commémorations
- En tant que « père fondateur », Benjamin Franklin figura ensuite également sur de nombreux timbres, ainsi que sur les billets de 100 dollars.
- En 1997, pour célébrer le 150e anniversaire de cette première émission, le Cinq cents brun fut réédité dentelé avec une nouvelle valeur faciale et de couleur bleue.